# Raionul Korsun-Șevcenkivskîi, Cerkasî
Korsun-Șevcenkivskîi (în ucraineană Корсунь-Шевченківський район, transliterat: Korsun-Șevcenkivskîi raion) este un raion în regiunea Cerkasî, Ucraina. Reședința sa este orașul Korsun-Șevcenkivskîi.

## Demografie
Componența lingvistică a raionului Korsun-Șevcenkivskîi
     Ucraineană (96,57%)
     Rusă (2,5%)
     Alte limbi (0,23%)
Conform recensământului din 2001, majoritatea populației raionului Korsun-Șevcenkivskîi era vorbitoare de ucraineană (96,57%), existând în minoritate și vorbitori de rusă (2,5%).